# Обсада на Рим (549–550)
Обсадата на Рим се провежда през 549 г. по време на Готската война. Провежда се от остготите с крал Тотила, които обсаждат Рим, в който се намира източно римския (византийски) гарнизон от около 3000 души с командир Диогенес. Завършва с победа на остготите.